# Robert Bárta
Robert Bárta (* 21. srpna 1958 Praha) je český lokální politik a herec Divadla Járy Cimrmana. Jeho členem se stal v roce 1978, původně jako kulisák a technik, posléze herec drobných a pak i větších rolí. Původní profesí byl stavebním inženýrem. K divadlu se dostal během studií, kdy mu kamarád Jiří Kuns nabídl profesi kulisáka jako přivýdělek. Nakonec ho divadlo pohltilo natolik, že u něj zůstal. Příležitostně ztvárňuje také malé role ve filmech.
V roce 2010 se stal starostou středočeské obce Oplany, kde žije, a tuto funkci vykonává dosud. Zároveň je členem místního spolku dobrovolných hasičů.

## Divadelní role
Bárta v Divadle Járy Cimrmana vystupuje k roku 2020 v těchto rolích:
- Hospoda na Mýtince (Trachta)
- Vražda v salónním coupé (steward)
- Cimrman v říši hudby (plantážník Krišna)
- Dlouhý, Široký a Krátkozraký (pocestný)
- Posel z Liptákova (otec, Hlavsa)
- Dobytí severního pólu (Beran)
- Blaník (jeskyňka)
- Švestka (Sváťa Pulec)
- Afrika (baron)
- České nebe (K. H. Borovský)
- Němý Bobeš (Bobeš)

Roli podruha Bárty ve hře Záskok nazvali její autoři Zdeněk Svěrák a Ladislav Smoljak právě podle Roberta Bárty, který tehdy působil v divadle jako kulisák.
Herci Divadla Járy Cimrmana se na jevišti oslovují fiktivními akademickými tituly. Bárta byl dlouhou dobu jediným hercem souboru, kterému tento titul (inženýr) patří i ve skutečnosti. V roce 2015 byl však Zdeňku Svěrákovi udělen tzv. čestný doktorát, čímž se stal skutečným nositelem oslovení doktor, pod nímž vystupuje v divadle.

## Filmografie
- Po strništi bos (2017) – muž z pohřebního ústavu[5][6]
- Život hledáčkem Petra Bruknera (2019)
- Nejistá sezóna (1987) – kulisák Robert Vávra
- Stopy Járy Cimrmana (2023) – cimrmanolog